# Імператор Всеросійський
Імператор і Самодержець Всеросійський, Імператриця та Самодержиця Всеросійська (рос. дореф. Императоръ и Самодержецъ Всероссійскій, Императрица и Самодержица Всероссійская) — титул монарха Російської імперії з 1721 по 1917 рік.
Імператорський титул був прийнятий у зв'язку з перемогою у Північній війні та був адаптацією царського титулу під прийняту в Європі систему титулатур. Приставка «Всеросійський» була продовженням традиційної приставки «Всія Русі», що використовувалася в титулах російських правителів з часів великих князів володимирських.

## Історія
Титул Імператора Всеросійського був введений за Петра I. Після перемоги в Північній війні та підписання Ніштадтського мирного договору у вересні 1721 року Сенат і Синод вирішили піднести Петру титул Імператора Всеросійського з наступним формулюванням: «як зазвичай від римського сенату за знатні справи імператорів їх у вічні пологи підписували».
22 жовтня (2 листопада) 1721 року у церкві Святої Трійці відбулася церемонія з участю царя Петра Олексійовича, де граф Г. І. Головкін від імені Сенату виголосив урочисту промову проголошення титулу «Батька Вітчизни, Петра Великого, Імператора Всеросійського». Знаменна подія ознаменувалася гарматно-рушничною стрільбою зі знарядь гарнізонів фортець і 125 галер генерала М. М. Голіцина. Вистави з численними феєрверками тривали до трьох годин ночі. З європейських представників у церемонії брали участь французький посол Жак Кампредон, чеський посол Штепан Вілем Кінскі, прусський посол барон Густав фон Мардефельд, польський посол Іоганн Лефорт, голландський дипломат Віллем де Вільде, данський посол Петер Іверсен Тіргольман. Пруссія і Голландія негайно визнали новий титул російського царя, Швеція — у 1723, Туреччина — у 1739, Велика Британія і Австрія в 1742, Франція в 1745, Іспанія у 1759 і, нарешті, Річ Посполита у 1764 році. Російська держава офіційно стала називатися Російською імперією.
5 (16) лютого 1722 року Петро видав Указ про престолонаслідування, в якому скасовував стародавній звичай передавати престол прямим нащадкам по чоловічій лінії, але допускав призначення спадкоємцем будь-якої гідної людини з волі монарха.
5 (16) квітня 1797 року Павло I встановив новий порядок спадкування. З цього часу порядок спадкування російського престолу, а потім і пов'язаних з ним польського та фінляндського, заснований на принципі первородства, тобто із заступом низхідними своїх висхідних у разі смерті або зречення останніх на час відкриття спадкування. За відсутності спадкоємців по прямій лінії престол переходить до бокових. У межах кожної лінії (прямої або бічної), чоловічі бічні лінії закликаються першими. Вступ на престол для покликаного обмежується сповіданням православної віри. Повноліття царюючого імператора (і спадкоємця) настає в 16 років, до цього віку (а також в інших випадках недієздатності) влада його здійснюється правителем, якими бувають (якщо немає спеціально призначеної перед царюванням імператора особи) батько або мати Імператора.
Усі імператори, що правили Росією, належали до одної імператорської фамілії — Дому Романових, перший представник якого став монархом у 1613 році. З 1761 царювали нащадки дочки Петра I Анни і герцога Гольштейн-Готторпського Карла-Фрідріха, які по чоловічій лінії походили від Гольштейн- Готторпів (гілка Ольденбурзької династії).
Після зречення престолу 2 березня (15 березня) 1917 року імператора Миколи II за себе і свого сина Цесаревича Олексія, і відмови 3 березня того ж року його брата Михайла «сприйняти Верховну владу», Імперія де-факто припинила існування. 1 (14 вересня) 1917 року Тимчасовий уряд оголосив Росію республікою.

## Повноваження та правовий статус

### До 1906 року
Стаття 1 Основні закони Російської імперії в редакції, що діяла до 1906 року, стверджувала, що «Імператор Всеросійський є Монарх самодержавний і необмежений. Підкорятися його верховній владі не лише за страх, а й за совість сам Бог наказує». Терміни «самодержавний» та «необмежений», що збігалися у своєму значенні, вказують, що всі функції державної влади щодо правоутворення, доцільної діяльності в межах закону (адміністративно-виконавчої) та відправлення правосуддя виконуються безроздільно та без обов'язкової участі інших установ главою держави, який передає здійснення деяких із них певним органам, що діють від його імені та його владою.

### Після 1906 року
23 квітня 1906 року в Основні закони були внесені зміни у зв'язку з виданням російським імператором Миколою II 6 серпня 1905 Маніфесту про заснування Державної Думи, 17 жовтня 1905 Маніфесту «Про вдосконалення державного порядку» і 20 лютого 1906 У новій редакції ОГЗ колишня стаття 1 стала статтею 4 і, зберігаючи ознаку самодержавства і верховенства, водночас втратила ознаку необмеженості. Новий її текст говорив, що «Імператору Всеросійському належить Верховна Самодержавна влада. Підкорятися владі Його, не тільки за страх, а й за совість, Сам Бог наказує».
У російській державно-правовій науці не сформувалося єдиного підходу до визначення форми правління Російської Імперії періоду «думської монархії». Автори, що належали до конституціоналістського напряму (М. І. Лазаревський, С. С. Іванівський та ін.), виходячи з відсутності у новій редакції епітету «необмежена», укладали, що Росія стала дуалістичною монархією. Навпаки, державознавці консервативного спрямування (Н. А. Захаров , П. Є. Казанський , М. Й. Куплівський та ін.) вказували, що «самодержавство» і особливо «верховенство» вже імпліцитно містять у собі ознаку необмеженості, а отже, влада Імператора не зазнала змін.
Тим самим актом Основні закони були доповнені положеннями, «що точніше розмежовують сфери влади верховного державного управління від влади законодавчої», що описує повноваження монарха. Законодавчу владу імператор тепер здійснював «у єднанні з Державною Радою та Державною Думою». Він затверджував закони, і без його затвердження жодний закон не міг мати свого вчинення; за імператором закріплювалося право законодавчої ініціативи — щодо всіх законів та виняткове щодо перегляду Основних законів. Виконавча влада в країні («Влада управління у всьому її обсязі») повністю належала імператору, при цьому в «верховному управлінні» глава держави здійснював її безпосередньо, а у справах «управління підлеглого» певний ступінь влади ввірявся від нього, згідно із законом, місцям, що підлягають та особам, що діють його ім'ям та за його наказами. У порядку верховного управління імператор видавав, відповідно до законів, укази «для влаштування та приведення в дію різних частин державного управління», а також накази, необхідні для виконання законів.
Імператор був верховним керівником всіх зовнішніх відносин Росії з іноземними державами і визначав напрямок міжнародної політики країни, оголошував війну і укладав мир, так само як і договори з іноземними державами. Крім того, імператор, згідно зі статтею 14, був «державним вождем» російських Збройних Сил, йому належало верховне начальство над усіма сухопутними і морськими збройними силами Російської держави і виключне право видання указів і наказів «до всього взагалі відносяться до устрою збройних сил. держави», а також встановлення обмежень щодо права проживання та придбання нерухомого майна в місцевостях, які складають кріпаки та опорні пункти для армії та флоту. Імператор оголошував місцевості у військовому чи винятковому становищі. Йому належало право карбування монети та визначення її зовнішнього вигляду.
Відповідно до статті 17, імператор призначав і звільняв голову та членів Ради міністрів, головноуправляючих окремими частинами, а також інших посадових осіб, якщо для останніх не встановлено законом іншого порядку призначення та звільнення. Що стосується службовців імператор встановлював обмеження, викликані вимогами державної служби. Він видавав державні нагороди та права стану, а також визначав умови та порядок нагородження державними нагородами.
Імператор видавав безпосередньо укази і накази як щодо його особистого майна, так і щодо державного (закріпленого не за конкретним монархом, а за імператором як главою держави; таке майно, не може бути спадковим, надходити до розділу та підлягати іншим видам відчуження). Як і інше майно звільнялося податків і зборів. Як главі імператорського дому згідно з Установою про імператорське прізвище, розпорядження з удільним майном; ним же визначалися влаштування у віданні міністра імператорського двору установ і установ, як порядок управління ними.
Від імені імператора здійснювалася судова влада в державі, йому ж належало право помилування «і взагалі дарування милостей у випадках особливих, що не підлягають під дію загальних законів, коли цим не порушуються нічиї огороджені законом інтереси та громадянські права».
Стаття 23 Основних законів передбачала скріплення указів та наказів імператора головою Ради міністрів або підлеглим міністром або головноуправляючим окремою частиною та оприлюднення їх Урядовим Сенатом.

## Титул імператора
Божіею поспѣшествующею милостію, Мы, NN, Императоръ и Самодержецъ Всероссійскій, Московскій, Кіевскій, Владимірскій, Новгородскій; Царь Казанскій, Царь Астраханскій, Царь Польскій, Царь Сибирскій, Царь Херсониса Таврическаго, Царь Грузинскій; Государь Псковскій и Великій Князь Смоленскій, Литовскій, Волынскій, Подольскій и Финляндскій; Князь Эстляндскій, Лифляндскій, Курляндскій и Семигальскій, Самогитскій, Бѣлостокскій, Корельскій, Тверскій, Югорскій, Пермскій, Вятскій, Болгарскій и иныхъ; Государь и Великій Князь Новагорода низовскія земли, Черниговскій, Рязанскій, Полотскій, Ростовскій, Ярославскій, Бѣлозерскій, Удорскій, Обдорскій, Кондійскій, Витебскій, Мстиславскій и всея сѣверныя страны Повелитель и Государь Иверскія, Карталинскія и Кабардинскія земли и области Арменскія; Черкасскихъ и Горскихъ князей и иныхъ наслѣдный Государь и Обладатель; Государь Туркестанскій, Наслѣдникъ Норвежскій, Герцогъ Шлезвигъ-Голстинскій, Стормарнскій, Дитмарсенскій и Ольденбургскій, и прочая, и прочая, и прочая.

Найвищий імператорський титул імператора Миколи II

Божиею поспешествующею милостию, Мы, Николай Вторый, Император и Самодержец Всероссийский, Московский, Киевский, Владимирский, Новгородский; Царь Казанский, Царь Астраханский, Царь Польский, Царь Сибирский, Царь Херсониса Таврическаго, Царь Грузинский; Государь Псковский и Великий Князь Смоленский, Литовский, Волынский, Подольский и Финляндский; Князь Эстляндский, Лифляндский, Курляндский и Семигальский, Самогитский, Белостокский, Корельский, Тверский, Югорский, Пермский, Вятский, Болгарский и иных; Государь и Великий Князь Новагорода низовския земли, Черниговский, Рязанский, Полотский, Ростовский, Ярославский, Белозерский, Удорский, Обдорский, Кондийский, Витебский, Мстиславский и всея северныя страны Повелитель; и Государь Иверския, Карталинския и Кабардинския земли и области Арменския; Черкасских и Горских Князей и иных Наследный Государь и Обладатель; Государь Туркестанский; Наследник Норвежский, Герцог Шлезвиг-Голстинский, Стормарнский, Дитмарсенский и Ольденбургский, и прочая, и прочая, и прочая.

## Штандарт та герб Імператора
За Миколи II були такі відмітні знаки:

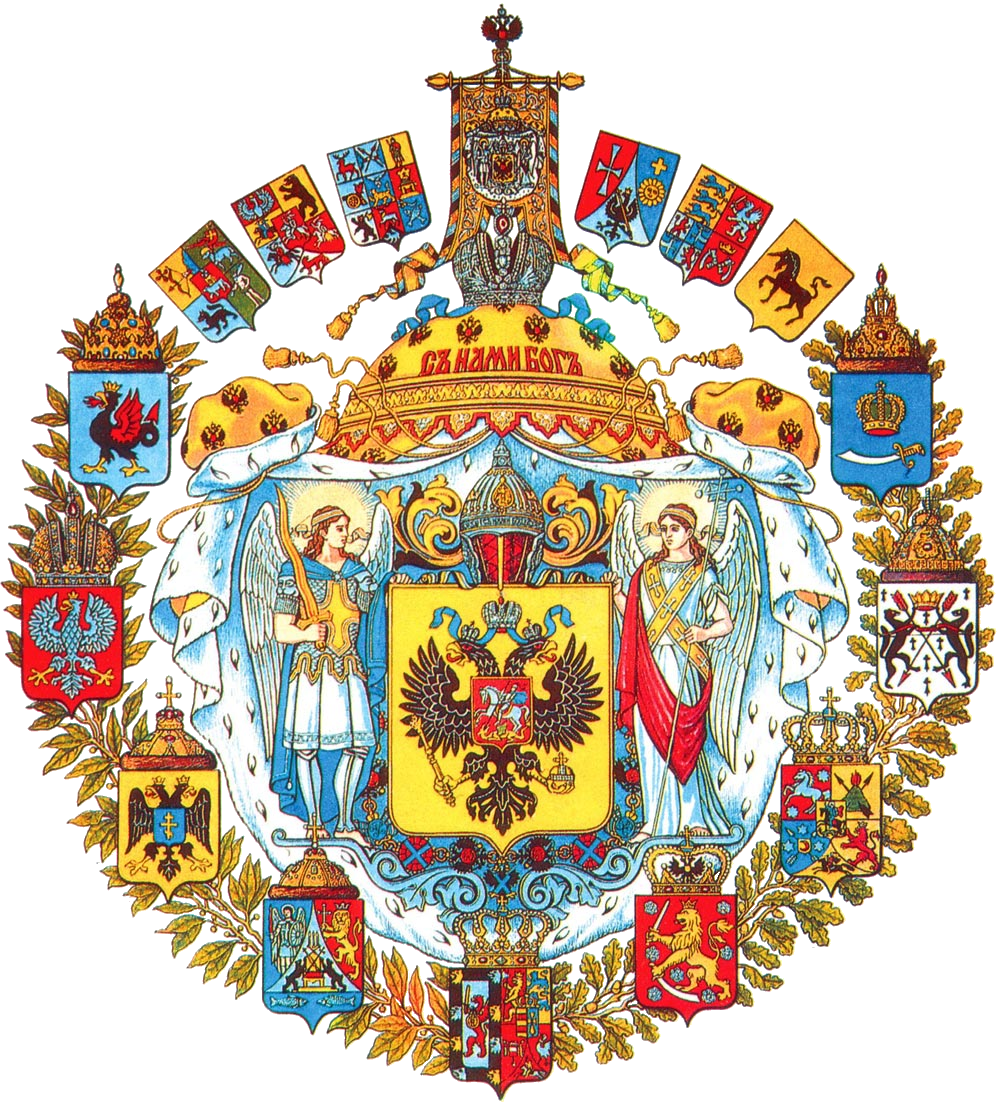
Великий герб Імператора та великий герб Російської імперії
Малий герб Імператора
Палацовий штандарт імператора (1858-1917)
Судновий штандарт Імператора (1858-1917)
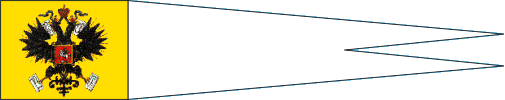
брейд-вимпел імператора Всеросійського